# RS-97,078
RS-97,078 je antagonist alfa adrenergičkog receptora.